# Chitinozoa
Chitinozoa é uma classe de animais microfósseis marinhos incertae sedis sem nenhum parentesco conhecido. Datam do período Ordoviciano ao Devoniano.